# Kateryna Hruschewska

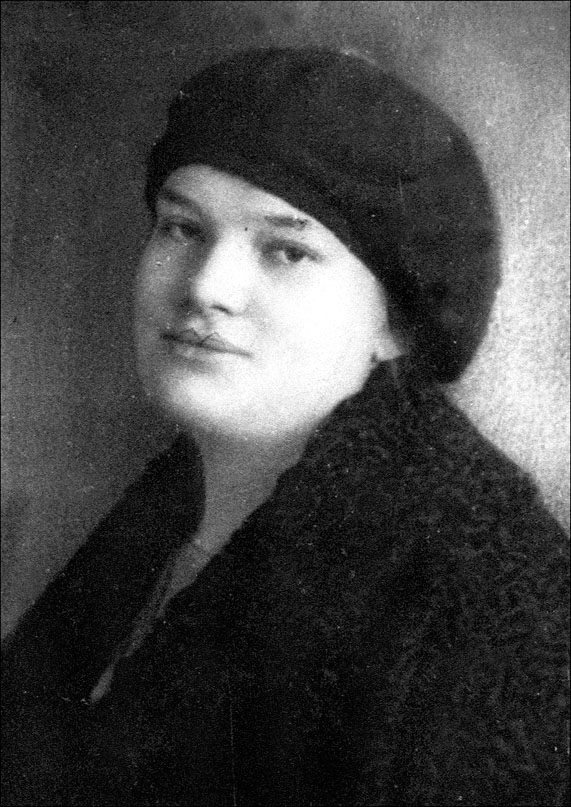
Kateryna Hruschewska (1920er Jahre)

Kateryna Mychajliwna Hruschewska (ukrainisch Катерина Михайлівна Грушевська, * 21. Juni 1900 in Lwiw, Galizien, Österreich-Ungarn; † 30. März 1943 in der Mordwinischen Autonomen Sozialistischen Sowjetrepublik) war eine ukrainisch-sowjetische Kulturwissenschaftlerin, Ethnosoziologin und Volkskundlerin. 

## Biografie
Sie hatte seit ihrer Jugend einen schlechten Gesundheitszustand. Es bestand der Verdacht auf Tuberkulose, weshalb sie ihre Grundschulbildung zu Hause erhielt. Zusätzlich zum Unterricht bei ihrer Mutter Marija lernte sie Französisch bei Mychajlo Drahomanows Tochter Ariadna, einer Absolventin der Universität von Paris. Ihr Vater Mychajlo Hruschewskyj beriet sie in Geschichte und wissenschaftlichen Erkenntnissen. 1914 wurde ihr Eintritt ins Gymnasium durch den Ersten Weltkrieg verhindert. Die Hruschewskyjs zogen nach Kiew, wo der Vater verhaftet und nach Russland deportiert wurde. Kateryna und ihre Mutter besuchten ihn, doch 1916 mussten sie nach einer schweren Krankheit nach Kiew zurückkehren. Nach der Februarrevolution 1917 kehrte Mychajlo nach Kiew zurück und wurde zum Vorsitzenden der Zentralna Rada gewählt. Zu dieser Zeit schrieb sich Kateryna an der Fakultät für Rechts- und Naturwissenschaften der Ukrainischen Nationaluniversität (heutige Nationale Taras-Schewtschenko-Universität Kiew) ein. Parallel zu ihrem Studium begann sie mit der wissenschaftlichen Arbeit. Ihr erster Artikel wurde 1918 in der Zeitschrift Literarisch-wissenschaftlicher Herold veröffentlicht.
Die Hruschewskyjs wanderten wegen des Sowjetisch-Ukrainischen Kriegs aus. Kateryna war von 1919 bis 1920 freie Studentin an der Universität Genf und studierte römisches Recht. 1918 wurde sie Mitglied der Proswita. Aufgrund von finanziellen Problemen reiste die Familie von 1919 bis 1924 durch mehrere europäische Städte. In der Emigration beschäftigte sich Kateryna mit Soziologie und primitiven Kulturen. In Wien half sie ihrem Vater beim Aufbau des Ukrainischen Soziologischen Instituts, arbeitete dort als Sekretärin und Doktorandin und richtete am Institut ein Atelier für primitive Kultur ein. Katerynas erstes ernsthaftes wissenschaftliches Werk, das 1923 veröffentlicht wurde, war das Buch „Primitive Geschichten, Märchen und Fabeln aus Afrika und Amerika.“
1924 kehrten die Hruschewskyjs unter dem Einfluss von Gerüchten über das Ausmaß der Ukrainisierung und auf Einladung der sowjetischen Regierung nach Kiew zurück. Kateryna arbeitete als Forscherin der Kulturhistorischen Kommission und der Kommission für historisches Liederschreiben der wissenschaftlichen Forschungsabteilung der historischen und philologischen Abteilung der Akademie der Wissenschaften der Ukraine, leitete das Kabinett für primitive Kultur, wurde ständige Herausgeberin der Zeitschrift „Primitive Nationalitäten und ihre Überreste in der Ukraine“ und nahm an ethnographischen Expeditionen teil. Katerynas wichtigstes wissenschaftliches Werk war „Ukrainische Volksduma.“ Duma war ein Begriff für ein Epos, das zur Zeit des Hetmanats entstand. In Katerynas wissenschaftlichem Werk wurde dieses Genre des ukrainischen Volksepos zum ersten Mal nach Handlungen systematisiert und eingehend analysiert. 33 Texte und 293 Varianten von Dumas wurden in zwei Bänden gesammelt, die 1927 und 1931 veröffentlicht wurden. Bis heute ist es die vollständigste und gründlichste aller Ausgaben über das ukrainische Epos.
In den 1930er Jahren änderte sich die Politik der KPdSU. Praktisch alle ukrainischen Studienprojekte wurden abgebrochen und Repressionen gegen die ukrainische Intelligenzija begangen. 1931 wurde Mychajlo ins Exil nach Moskau geschickt. Kateryna folgte ihm. Nach seinem Tod 1934 begann sie, seine wissenschaftlichen Werke, wie den 10. Band der Istorija Ukraïny-Rusy und den 6. Band der Geschichte der ukrainischen Literatur zu ordnen. In der Nacht vom 10. auf den 11. Juli 1938 wurde Kateryna verhaftet. Ihr wurden konterrevolutionäre Aktivitäten, Beteiligung an einer nationalistischen Organisation und Spionage vorgeworfen und sie wurde im April 1939 von der Kiewer Troika zu acht Jahren Haft im Gulag verurteilt. Laut KGB-Unterlagen starb sie am 30. März 1943 in einem Zwangsarbeitslager bei Temnikow und wurde in Nowosibirsk beigesetzt. Ihr genauer Beisetzungsort ist nicht bekannt. Am 30. Juli 1959 wurde sie rehabilitiert.